# Месич, Златко
Зла́тко Ме́сич (хорв. Zlatko Mesić; 13 апреля 1946, Загреб — 21 января 2020) — югославский футболист, играл на позиции флангового защитника.

## Биография

### Игровая карьера
Месич дебютировал в профессиональном футболе за за загребское «Динамо» 10 июня 1964 года в матче с осиекским «Металацом» – «Динамо» одержало победу со счётом 7:1. Он начинал карьеру как атакующий полузащитник, но со временем стал играть на позиции флангового защитника. Месич был стабильным игроком «Динамо», но как правило часто появлялся на замену. В 1965 году в составе «Динамо» выиграл Кубок Югославии. Он был частью команды «синих», в составе которой выиграл Кубок ярмарок в 1967 году, но в двухматчевом противостоянии с английским «Лидсом» не играл.
В 1968 году уехал в Канаду, где в течение некоторого времени играл за «Торонто Кроэйша». Затем вернулся на родину, где играл за «Загреб» и загребское «Динамо». Завершил карьеру в клубе «Ровинь», а до этого играл за «Ядран».

### Смерть
Скончался 21 января 2020 года в Загребе в возрасте 73 лет.

## Достижения
«Динамо» (Загреб)
- Обладатель Кубка Югославии (1) : 1964/65
- Обладатель Кубка ярмарок (1) : 1966/67